# Ekaterini Thanou
Ekaterini Thanou (grško Αικατερίνη Θάνου), grška atletinja, * 1. februar 1975, Atene, Grčija.
Nastopila je na olimpijskih igrah v letih 1996 in 2000, ko je osvojila naslov olimpijske podprvakinje v teku na 100 m. Na svetovnih prvenstvih je osvojila srebrno in dve bronasti medalji v isti disciplini, na svetovnih dvoranskih prvenstvih naslov prvakinje v teku na 60 m leta 1999, na evropskih prvenstvih zlato in bronasto medaljo v teku na 100 m, na evropskih dvoranskih prvenstvih pa dve zlati medalji v teku na 60 m. Leta 2004 je prejela dvoletno prepoved nastopanja zaradi dopinga.